# Justin Smith (piłkarz z Brytyjskich Wysp Dziewiczych)
Justin Smith (ur. 11 kwietnia 2003 w Road Town) – piłkarz z Brytyjskich Wysp Dziewiczych grający na pozycji napastnika w klubie One Love United FC.

## Kariera reprezentacyjna
| Mecze i gole w reprezentacji    | Mecze i gole w reprezentacji    | Mecze i gole w reprezentacji    | Mecze i gole w reprezentacji    | Mecze i gole w reprezentacji    | Mecze i gole w reprezentacji    | Mecze i gole w reprezentacji    | Mecze i gole w reprezentacji    |
| Brytyjskie Wyspy Dziewicze U-20 | Brytyjskie Wyspy Dziewicze U-20 | Brytyjskie Wyspy Dziewicze U-20 | Brytyjskie Wyspy Dziewicze U-20 | Brytyjskie Wyspy Dziewicze U-20 | Brytyjskie Wyspy Dziewicze U-20 | Brytyjskie Wyspy Dziewicze U-20 | Brytyjskie Wyspy Dziewicze U-20 |
| Lp.                             | Data                            | Miejsce                         | Gospodarz                       | Gość                            | Wynik                           | Gol                             | Rozgrywki                       |
| ------------------------------- | ------------------------------- | ------------------------------- | ------------------------------- | ------------------------------- | ------------------------------- | ------------------------------- | ------------------------------- |
| 1.                              | 06.11.2021                      | Hawana                          | Curaçao U-20                    | Brytyjskie Wyspy Dziewicze U-20 | 7:0                             |                                 | el. do M. CONCACAF U-20 2022    |
| 2.                              | 10.11.2021                      | Hawana                          | Grenada U-20                    | Brytyjskie Wyspy Dziewicze U-20 | 4:0                             |                                 | el. do M. CONCACAF U-20 2022    |
| 3.                              | 11.11.2021                      | Hawana                          | Sint Maarten U-20               | Brytyjskie Wyspy Dziewicze U-20 | 0:1                             |                                 | el. do M. CONCACAF U-20 2022    |
| 4.                              | 13.11.2021                      | Hawana                          | Dominika U-20                   | Brytyjskie Wyspy Dziewicze U-20 | 0:1                             |                                 | el. do M. CONCACAF U-20 2022    |
| Brytyjskie Wyspy Dziewicze      |                                 |                                 |                                 |                                 |                                 |                                 |                                 |
| Lp.                             | Data                            | Miejsce                         | Gospodarz                       | Gość                            | Wynik                           | Gol                             | Rozgrywki                       |
| 1.                              | 31.03.2021                      | Willemstad                      | Saint Vincent i Grenadyny       | Brytyjskie Wyspy Dziewicze      | 3:0                             |                                 | el. do MŚ 2022                  |
| 2.                              | 02.06.2021                      | Gwatemala                       | Kuba                            | Brytyjskie Wyspy Dziewicze      | 5:0                             |                                 | el. do MŚ 2022                  |
| 3.                              | 05.06.2021                      | Gwatemala                       | Curaçao                         | Brytyjskie Wyspy Dziewicze      | 8:0                             |                                 | el. do MŚ 2022                  |
| 4.                              | 07.06.2022                      | George Town                     | Kajmany                         | Brytyjskie Wyspy Dziewicze      | 1:1                             |                                 | L. N. CONCACAF 2022/2023        |
| 5.                              | 13.06.2022                      | Mayagüez                        | Portoryko                       | Brytyjskie Wyspy Dziewicze      | 6:0                             |                                 | L. N. CONCACAF 2022/2023        |
| 6.                              | 23.03.2023                      | Road Town                       | Brytyjskie Wyspy Dziewicze      | Portoryko                       | 1:3                             |                                 | L. N. CONCACAF 2022/2023        |
| 7.                              | 09.09.2023                      | Road Town                       | Brytyjskie Wyspy Dziewicze      | Turks i Caicos                  | 3:1                             |                                 | L. N. CONCACAF 2023/2024        |
| 8.                              | 12.10.2023                      | Gros Islet                      | Dominika                        | Brytyjskie Wyspy Dziewicze      | 1:1                             |                                 | L. N. CONCACAF 2023/2024        |
| 9.                              | 16.10.2023                      | Providenciales                  | Turks i Caicos                  | Brytyjskie Wyspy Dziewicze      | 2:2                             | Gol                             | L. N. CONCACAF 2023/2024        |